# Hossein Faraki
Hossein Faraki (ur. 22 marca 1957 w Teheranie) – irański piłkarz występujący podczas kariery na pozycji napastnika.

## Kariera klubowa
Hossein Faraki karierę piłkarską rozpoczął w drużynie PAS Teheran. Z PAS dwukrotnie zdobył mistrzostwo Iranu w 1977 i 1978. W 1979 wyjechał do Zjednoczonych Emiratów Arabskich, gdzie został zawodnikiem Al-Szaab SC. W 1981 powrócił do PAS, w którym występował do końca kariery w 1992. W 1992 zdobył mistrzostwo Iranu.

## Kariera reprezentacyjna
W reprezentacji Iranu Faraki zadebiutował 22 kwietnia 1977 w wygranym 2-0 meczu eliminacji Mistrzostw Świata 1978 z Arabią Saudyjską.
W 1978 roku został powołany do kadry na Mistrzostwa Świata. Iran zakończył turniej na fazie grupowej a Faraki wystąpił we wszystkich trzech meczach z Holandią, Szkocją i Peru. W 1980 uczestniczył w Pucharze Azji, na którym Iran zajął trzecie miejsce. Na turnieju w Kuwejcie wystąpił w pięciu meczach z Syrią, Chinami, KRLD, półfinale z Kuwejtem (bramka) oraz w meczu o trzecie miejsce z KRLD (dwie bramki), który był jego ostatnim meczem w reprezentacji. Ogółem w latach 1977-1980 Faraki w reprezentacji wystąpił w 22 meczach, w których zdobył 11 bramek.

## Kariera trenerska
Po zakończeniu kariery piłkarskiej Faraki został trenerem. W 2000 prowadził swój były klub PAS Teheran. Z Zob Ahan zdobył Puchar Hazfi w 1993. W latach 1996–2000 był trenerem lokalnego rywala - Sepahan. W latach 2003–2006 był asystentem selekcjonera reprezentacji Iranu. ponownie trenował Zob Ahan, z którym zdobył wicemistrzostwo Iranu w 2005. W latach 2009–2010 był trenerem drugoligowego Sanati Kaveh Teheran, a 2010-2012 pierwszoligowego Naft Teheran. Od 2012 prowadzi pierwszoligowy Fulad Ahwaz.